# Kurt Christian
Kurt Christian (eigentlich Baron Kurt Christian von Siegenberg; * 2. Januar 1950 in Hongkong) ist ein englischer Schauspieler und Produzent.

## Leben
Kurt Christians Vater diente in der britischen Royal Navy, seine Mutter stammt aus Sri Lanka. Mit vier Jahren startete Christians Karriere als Kinderdarsteller an der Seite von Gregory Peck. Mit 17 Jahren kam er 1967 in die USA. Besonders bekannt wurde er durch seine Hauptrollen in zwei berühmten Fantasyfilmen von Ray Harryhausen. Er spielte den Haroun in Sindbads gefährliche Abenteuer (1973) und den Rafi in Sindbad und das Auge des Tigers (1977). Heute lebt er in Kalifornien.

## Filmografie
- 1954: Flammen über Fernost
- 1957: Windom’s Way
- 1959: The Four Just Men (Fernsehserie)
- 1963: Neun Stunden zur Ewigkeit
- 1964: The Red Cap (Fernsehserie)
- 1967: Der Kampf (The Long Duel)
- 1970: Schatten der Angst (Fragment of Fear)
- 1970: Tales of Unease (Fernsehserie)
- 1971: Das vergessene Tal (The Last Valley)
- 1971: Paul Temple (Fernsehserie, 1 Folge)
- 1972: Papst Johanna (Pope Joan)
- 1972: Die Onedin-Linie (Fernsehserie, 1 Folge)
- 1973: Frankensteins Horrorklinik (Horror Hospital)
- 1973: Sindbads gefährliche Abenteuer
- 1975: Quiller (BBC-Fernsehserie)
- 1975: Papier Tiger (Paper Tiger)
- 1977: Sindbad und das Auge des Tigers
- 1977: Die Abenteuer des Joseph Andrews (Joseph Andrews)
- 1981: The Time Crystal
- 1982: Remington Steele (Fernsehserie, 1 Folge)
- 1982: Frank Buck – Abenteuer in Malaysia (Fernsehserie, 5 Folgen)
- 1985: Blinder Hass (The Boys Next Door)
- 2004: You Are Here (ausführender Produzent)